# Gradpatak
Gradpatak (horvátul: Ratkovica) falu Horvátországban, Pozsega-Szlavónia megyében. Közigazgatásilag Pleterniceszentmiklóshoz tartozik.

## Fekvése
Pozsegától légvonalban 11, közúton 22 km-re délkeletre, községközpontjától 10 km-re délnyugatra, a Pozsegai-hegység délkeleti részén, az Orljava jobb partján fekszik. 

## Története
A települést 1275-ben Erzsébet királyné oklevelében említik először „Gradpotok” alakban. 1341-ben „Terra Grad potoka” néven szomszédos birtokként szerepel abban az oklevélben, melyben a szomszédos Alsókomorica Felsőkaproncával együtt Ambrus fia István pilisi ispáné és Miklós nevű testvéréé lett. Nemesi nevekben is többször szerepel, a Garai család birtoka volt.
A települést 1536 körül foglalta el a török és 150 évig török uralom alatt volt. A térség 1687-ben szabadult fel a török uralom alól. A határőrség megszervezése után a gradiskai határőrezredhez tartozott. Az első katonai felmérés térképén „Dorf Ratkovicza” néven található. Lipszky János 1808-ban Budán kiadott repertóriumában „Ratkovicza” néven szerepel. 
Nagy Lajos 1829-ben kiadott művében „Ratkovicza” néven 47 házzal, 50 katolikus és 199 ortodox vallású lakossal találjuk.
1857-ben 192, 1910-ben 259 lakosa volt. Az 1910-es népszámlálás szerint lakosságának 79%-a szerb, 15%-a horvát anyanyelvű volt. A katonai közigazgatás megszüntetése után Pozsega vármegye Bródi járásának része volt. Az első világháború után 1918-ban az új szerb-horvát-szlovén állam, majd később (1929-ben) Jugoszlávia része lett. 1991-től a független Horvátországhoz tartozik. 1991-ben lakosságának 47%-a horvát, 40%-a szerb nemzetiségű volt. A településnek 2011-ben 224 lakosa volt. Temploma, iskolája, kultúrháza van.

## Lakossága
| Lakosság változása | Lakosság változása | Lakosság változása | Lakosság változása | Lakosság változása | Lakosság változása | Lakosság változása | Lakosság változása | Lakosság változása | Lakosság változása | Lakosság változása | Lakosság változása | Lakosság változása | Lakosság változása | Lakosság változása | Lakosság változása |
| ------------------ | ------------------ | ------------------ | ------------------ | ------------------ | ------------------ | ------------------ | ------------------ | ------------------ | ------------------ | ------------------ | ------------------ | ------------------ | ------------------ | ------------------ | ------------------ |
| 1857               | 1869               | 1880               | 1890               | 1900               | 1910               | 1921               | 1931               | 1948               | 1953               | 1961               | 1971               | 1981               | 1991               | 2001               | 2011               |
| 192                | 230                | 211                | 253                | 258                | 259                | 273                | 320                | 270                | 360                | 446                | 345                | 337                | 320                | 272                | 224                |

## Nevezetességei
Szent Mihály főangyal tiszteletére szentelt kápolnáját még a török hódítás előtt a ferencesek építették gótikus stílusban. Fennmaradását annak köszönheti, hogy egy magaslat tetején fekszik, így a törökök őrtoronyként használták. Az eredeti templomból számos gótikus részlet maradt fenn, így a gótikus ablakok, a csúcsíves kapuzat és a későgótikus falfestmények részletei. Egyhajós épület félköríves szentéllyel.

## Oktatás
A településen a pleternicai elemi iskola területi iskolája működik.